# سینگل کویل

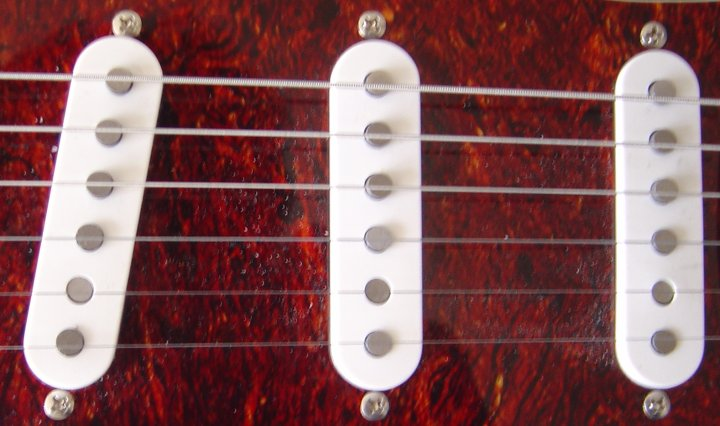
۳ پیکاپ سینگل کویل روی یک گیتار فندر استرتوکستر. از راست: پیکاپ نِک(دسته)، پیکاپ میانی و پیکاپ بریج(خرک).

سینگل کویل (به انگلیسی: Single coil) گونه‌ای از پیکاپ‌های الکترومغناطیسی است که در ساخت آن از یک ردیف سیم‌پیچ استفاده شده و معمولاً بر روی گیتار الکتریک و گیتار بیس نصب می‌شود. پیکاپ‌های سینگل‌کویل به نسبت انواع هامباکر، قدرت کم‌تری دارند و در عوض صدای تیزتَر و ضعیف‌تری تولید می‌کنند که بیشتر مناسب سبک‌های راک، جز و بلوز است.
جورج بیوچمپ-یکی از بنیان‌گذاران ریکنباکر- که خود ویلون و گیتار آکوستیک می‌نواخت اولین تلاش‌ها برای ساخت یک قطعهٔ جدید که عمل دریافت امواج حاصل از ارتعاش سیم‌های سازهای زهی و تبدیل آن‌ها به سیگنال‌های قابل شناسایی برای دستگاه‌های پخش را انجام دهد از اواسط دههٔ ۲۰ میلادی آغاز کرد. حاصل تحقیقات او ساخت نمونهٔ اولیهٔ پیکاپ‌های مغناطیسی تک‌سیم‌پیچ بود و کمپانی ریکنباکر در اوائل دههٔ ۱۹۳۰ موفق شد اولین ساز زهی الکتریکی‌اش را به بازار عرضه کند.
امروزه شرکت‌های بزرگ تولیدکنندهٔ گیتار الکتریک مانند فندر و گیبسون با استفادهٔ هم‌زمان از پیکاپ‌های سینگل کویل و هامباکر بر روی گیتارهایشان، امکان تولید صداهایی با جنس متفاوت و مناسب برای نوازندگان سبک‌های مختلف موسیقی را فراهم کرده‌اند.